# Pycnanthemum muticum
Espèce
Pycnanthemum muticum est une espèce de plantes de la famille des Lamiacées originaire des États-Unis.